# Саутмейд (Техас)
Саутмейд (англ. Southmayd) — місто (англ. city) в США, в окрузі Грейсон штату Техас. Населення — 978 осіб (2020).

## Географія
Саутмейд розташований за координатами 33°37′29″ пн. ш. 96°42′32″ зх. д. / 33.62472° пн. ш. 96.70889° зх. д. (33.624690, -96.708896).  За даними Бюро перепису населення США в 2010 році місто мало площу 6,82 км², з яких 6,81 км² — суходіл та 0,01 км² — водойми. В 2017 році площа становила 7,25 км², з яких 7,24 км² — суходіл та 0,01 км² — водойми.

## Демографія
Згідно з переписом 2010 року, у місті мешкали 992 особи в 357 домогосподарствах у складі 276 родин. Густота населення становила 145 осіб/км².  Було 407 помешкань (60/км²).
Расовий склад населення:
| - 88,7 % — білих - 2,5 % — корінних американців - 1,0 % — чорних або афроамериканців - 0,8 % — азіатів - 5,3 % — осіб інших рас |

До двох чи більше рас належало 1,6 %. Частка іспаномовних становила 9,5 % від усіх жителів.
За віковим діапазоном населення розподілялося таким чином: 27,4 % — особи молодші 18 років, 61,7 % — особи у віці 18—64 років, 10,9 % — особи у віці 65 років та старші. Медіана віку мешканця становила 38,7 року. На 100 осіб жіночої статі у місті припадало 99,6 чоловіків;  на 100 жінок у віці від 18 років та старших — 97,3 чоловіків також старших 18 років.
Середній дохід на одне домашнє господарство  становив 51 841 долар США (медіана — 48 417), а середній дохід на одну сім'ю — 54 604 долари (медіана — 49 167). Медіана доходів становила 36 750 доларів для чоловіків та 30 043 долари для жінок. За межею бідності перебувало 16,3 % осіб, у тому числі 28,6 % дітей у віці до 18 років та 2,4 % осіб у віці 65 років та старших.
Цивільне працевлаштоване населення становило 445 осіб. Основні галузі зайнятості: виробництво — 20,7 %, освіта, охорона здоров'я та соціальна допомога — 18,7 %, роздрібна торгівля — 11,5 %, будівництво — 9,7 %.